# 남파로
남파로(Nampa-ro)는 경기도 안성시 안성동 농심앞사거리에서 안성동 봉산로터리를 잇는 17.3km 도로이다.

## 노선
| 이름          | 접속 노선                                                             | 소재지 | 소재지 | 비고 |
| ------------- | --------------------------------------------------------------------- | ------ | ------ | ---- |
| 농심앞 사거리 | 국가지원지방도 제70호선 (공단로)                                      | 안성시 | 안성동 |      |
| 금석2교       |                                                                       | 안성시 | 안성동 |      |
| 영성재 사거리 | 안성맞춤대로                                                          | 안성시 | 안성동 |      |
| 한주 오거리   | 월덕천길 중앙로433번길                                                | 안성시 | 안성동 |      |
| 봉산로터리    | 지방도 제325호선 (보개원삼로) 지방도 제302호선 (진안로) 중앙로 장기로 | 안성시 | 안성동 |      |
| 진안로와 직결 |                                                                       |        |        |      |

## 주요 시설및 건물
- 파리바게트 안성당왕점 (남파로 89/당왕동 470)
- 경기도의료원 (남파로 95/신소현동 99)
- 던킨도너츠 안성의료원점 (남파로 101/당왕동 437-2)
- 비룡중학교 (남파로 116/당왕동 536-1)
- 엔카모터스 (남파로 125/당왕동 210-9)
- 농협 안성원예농협 본점 (남파로 129/당왕동 211-1)
- 대천동성당 (남파로 143/당왕동 160)
- 성요셉병원 (남파로 169/당왕동 135)
- 대한불교조계종 법계사 (남파로 217/명륜동 158-1)
- 세븐일레븐 안성봉남점 (남파로 292/봉담동 356)